# Cottsia linearis
Cottsia linearis är en tvåhjärtbladig växtart som först beskrevs av Ira Loren Wiggins, och fick sitt nu gällande namn av W.R.Anderson och C.Davis. Cottsia linearis ingår i släktet Cottsia och familjen Malpighiaceae. Inga underarter finns listade i Catalogue of Life.